# Hellmuth von Mücke
Hellmuth von Mücke (Zwickau, Imperio Alemán, 25 de junio de 1881 - Ahrensburg, RFA, 30 de julio de 1957) fue un marino alemán, con el grado de capitán de corbeta, perteneciente a la Kaiserliche Marine, fue primer oficial del SMS Emden durante la Primera Guerra Mundial, fue posteriormente escritor y un político renegado del nazismo.
Protagonizó junto con su destacamento de asalto del SS Emden una épica travesía con 11.000 km recorridos para volver a la patria .

## Biografía
Hellmuth von Mücke nació en Sajonia durante el Imperio Alemán, en el seno de una familia (Kaufmann) de raíces nobles en situación de ruina.
Ingresó a la Armada Imperial en 1900 graduándose como guardiamarina, en 1903 era teniente segundo sirviendo en el acorazado SMS Kaiser-Friedrich III y en 1910 ascendió al rango de teniente primero y se le dio el mando de la torpedera S-149.

### Primera Guerra Mundial
En los preámbulos de la Primera Guerra Mundial Von Mücke fungía como primer oficial del crucero ligero Emden, el cual estaba asignado a la base naval de Tsingtao, en aquel entonces una concesión alemana en China.
El 31 de julio de 1914, el capitán Karl von Müller ordenó dejar la base para reunirse con la flota del almirante Maximilian von Spee en la Isla de Pagán donde le sorprendió el estallido de la guerra.
Müller fue autorizado para realizar la Guerra de corso en aguas del océano Índico con dos objetivos: perjudicar el comercio británico y distraer unidades enemigas protegiendo la retaguardia de la flota del almirante Graf von Spee.
Müller realizó con éxito su labor de corsario a través de la captura y hundimiento de unas 30 naves de procedencia británica y acciones audaces en los puertos de Madrás y Penang.

#### Retorno

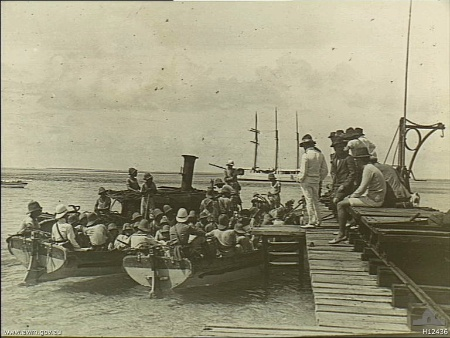
El destacamento de Von Mücke en botes en el muelle de Isla de Cocos, el velero Ayesha aparece en segundo plano.

El 9 de noviembre de 1914, el SMS Emden arribó en la madrugada a la Isla de Cocos para neutralizar una estación de radiotelegrafía enemiga. Para ello ordenó el desembarco de un destacamento de asalto al mando de Von Mücke compuesta por 50 marinos armados, incluía un cirujano, un capellán, además de 4 ametralladoras ligeras y explosivos.
Von Mücke logró llegar a la estación y tomarla sin ninguna resistencia, pero ésta alcanzó a radiar un mensaje antes de ser destruida, alertando al HMAS Sydney que se encontraba relativamente cerca.
Esto trajo como consecuencia que el SMS Emden fuera sorprendido por el navío australiano presentándole combate y finalmente obligado a embarrancar después de ser desmantelado a cañonazos, la tripulación sobreviviente fue tomada prisionera.

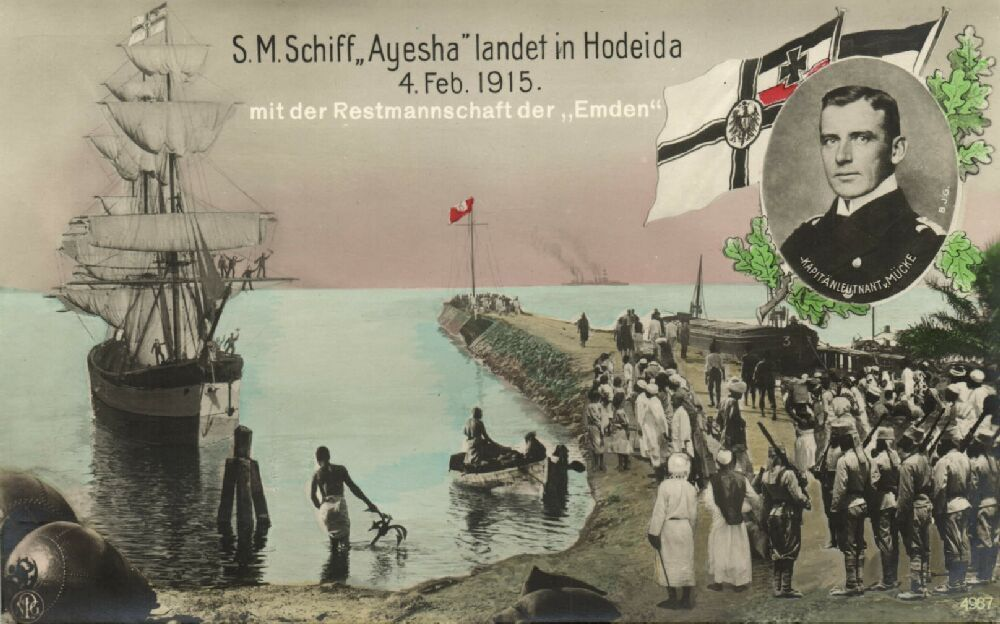
Litografía que representa al velero Ayesha arribando a Hodeida, Yemen.

Hellmuth von Mücke observó el resultado de la batalla desde el techo de la estación y cuando vio que era desfavorable para los alemanes resolvió no rendirse y ser prisioneros. Von Mücke y sus hombres se fugaron al otro lado de la isla tomando provisiones de los británicos, confiscó una goleta de tres palos, el Ayesha cuyos sellos de agua ya había sido retirados intencionalmente por los británicos.
Los marinos alemanes fueron capaces de solucionar con bombas de achique y desalojar el agua que inundaba el velero, en ese trayecto la falta de agua potable y la sed los acosó mientras intentaban navegar hacia el puerto  de Padang en Sumatra, en las entonces Indias Orientales Neerlandesas, donde arribaron el 14 de diciembre.
En esa isla, Von Mücke concertó un colaboracionista que llevó un mensaje al cónsul alemán, con quien lograron acordar un encuentro con un carguero alemán en medio del Índico.
El encuentro con el vapor alemán Choising fue festejado por los alemanes. El velero Ayesha fue echado a pique y el destacamento de Mücke pudo descansar mientras el vapor navegaba hacía la costa oriental del continente africano, específicamente hacia Yemen, en la desembocadura del Mar Rojo.
Mücke deseaba llegar a Alemania por la ruta más corta posible, su idea era conectar con Turquía por vía de ferrocarril de Hejaz Railway a través de Arabia Saudita, nación afín a los británicos y contraria al Imperio Otomano.
El 5 de enero de 1915, el vapor desembarcó a los hombres de Mücke a unos kilómetros al sur de Hodeida (Yemen), que era parte del Imperio Otomano, aliado de los alemanes.
Sin embargo, para contrariedad, las vías del ferrocarril aún no habían llegado a ese puerto y estaban a más de 400 km de ese lugar, en Al-Ulah.
Mücke y su destacamento fueron recibidos por un batallón otomano en ese puerto y retuvieron a Mücke y sus hombres debido a la inestabilidad política de la zona por unos cuatro meses. Muchos de los marinos contrajeron malaria, disentería y difteria debido a la mala alimentación.
Consultando a los locales mediante un marino intérprete que hablaba árabe, estos le señalaron una ruta a través de las montañas de Yemen y Mücke decidió salir del puerto y tomar la ruta señalada para poder llegar a las vías del ferrocarril.
El destacamento de Mücke atravesó las montañas por el camino que conduce a la ciudad de Saná.
En esa ciudad, los alemanes pudieron adquirir alimentos frescos y los enfermos se recuperaron pronto. El gobernador otomano de Saná retuvo a los alemanes por dos meses con la supuesta razón de que los rebeldes atacarían la ciudad y no permitía la salida.
Mücke entonces conoció a un general turco retirado que deseaba salvar sus divisas de manos árabes en caso de que conquistaran la ciudad, el general ofreció un suntuoso préstamo a los alemanes para ayudarlos a salir de esa ciudad y von Mücke aceptó. Mücke salió rumbo a Hodeida y arrendó dos faluchos, los alemanes se dirigieron al norte al puerto de Kunfiddah. Al llegar a la costa, uno de los faluchos se hundió al chocar con arrecifes de coral, no obstante, se rescataron a todos los que iban en esa embarcación.
Arribaron a Kunfiddah el 18 de marzo de 1915 con el saldo de un marinero muerto por malaria. En ese puerto Von Mücke conoció a un ex-oficial alemán llamado Sami Bey y su esposa árabe, Bey informó que las rutas por mar estaban bloqueadas y que debían hacer la travesía por el desierto de Arabia Saudí donde abundaban tribus de beduinos armados aguardando una rebelión contra el Imperio Otomano. Mücke contrató camellos y guías locales para realizar la travesía con destino a La Meca, ciudad santa para el Islam.
En el trayecto se vieron enfrentados en varias escaramuzas con beduinos armados con rifles de procedencia británica, en las refriegas se perdió un oficial, el teniente Schmidt y tres marinos.
Al acercarse a destino fueron interceptados por el jeque Abdullah, hijo del emir de La Meca, Faysal I de Irak, quien ofreció su protección; pero en realidad deseaba tomarlos como prisioneros de canje. Mücke logró enviar a un marino al puerto de Yeda donde contrataron una embarcación y furtivamente escaparon hacía Al Wajh, un puerto al norte de Yeda donde arribaron el 29 de abril. El 7 de mayo de 1915 el batallón de Von Mücke llegaba a Al-Ulah y por fin a las vías férreas.
El batallón de marinos de Von Mücke viajaron por tren a través de Siria y llegaron a Constantinopla el 23 de mayo de 1915, siendo recibidos como héroes al desfilar por las calles. El 5 de junio de 1915 arribaron a territorio alemán con la pérdida de 6 hombres en el trayecto, los hombres de Von Mücke fueron reasignados a diferentes navíos. Terminada la guerra, solo la mitad de los hombres de Von Mücke habían sobrevivido.

#### Posguerra y vida final
Hellmuth von Mücke fue recibido como un héroe de guerra en su país y se acogió a retiro para vivir junto a su mujer, Karla Fincke e hijos, convirtiéndose en un ferviente pacifista y escritor. Escribió libros con sus vivencias: "Emden" y " Ayesha", publicaciones que fueron de mucho éxito en Estados Unidos.
Las restricciones del Tratado de Versalles causaron en Von Mûcke un rechazo que lo llevó a unirse a movimientos revanchistas y conservadores, uniéndose al NSDAP en 1920 y llegando a ser representante del Partido Nazi en el Landtag de Sajonia entre 1926 y 1929.
En 1922 viajó a los Estados Unidos para promover su obra literaria con buen éxito en ese país. En 1929, Hellmuth von Mücke se desafilió del Partido Nazi al rechazar los postulados de Hitler en relación con el rearme alemán.
En 1933 con la elección de Adolf Hitler como canciller, von Mücke se convirtió en un icono disidente al nazismo, fue perseguido y encarcelado a perpetuidad en diferentes campos de concentración en Kiel y Hamburgo por orden del mismo Hitler; sin embargo, el Gauleiter Karl Kaufmann, quien consideraba a Mücke como un héroe de guerra, lo liberó en 1939 con el pretexto de su delicada salud.
Hellmuth von Mücke falleció en Ahrensburg, Schleswig-Holstein a los 76 años de edad.
En 2010, uno de sus hijos, Bjorn von Mücke, colaboró en el documental "Caravana de los marineros" del canal History Channel.